# مايكل كي. وايت
مايكل كي. وايت (بالإنجليزية: Michael K. White)‏ (4 يوليو 1961)؛ روائي أمريكي.